# Sandra Houben-Meessen
Sandra Houben-Meessen, née le 6 février 1968 à Eupen est une femme politique belge germanophone, membre du Christlich Soziale Partei.
Elle est ergothérapeute.

## Fonctions politiques
- 2006-     : conseillère communale  à Lontzen
- 2006-2018 : échevine de Lontzen
- 2018-     : membre du parlement de la Communauté germanophone de Belgique.